# Hippocamp (satelit)
Hippocamp, denumit și Neptun XIV, este un mic satelit al lui Neptun descoperit pe 1 iulie 2013. A fost găsit de astronomul Mark Showalter analizând fotografiile arhivate ale lui Neptun făcute de telescopul spațial Hubble între 2004 și 2009. Satelitul este atât de slab încât nu a fost observat când sonda spațială Voyager 2 a zburat pe lângă Neptun și sateliții săi în 1989. Are aproximativ 34,8 kilometri (20 mi) în diametru și orbitează în jurul lui Neptun în aproximativ 23 de ore, cu puțin sub o zi. Datorită distanței neobișnuit de mici de cel mai mare satelit interior al lui Neptun, Proteus, s-a emis ipoteza că Hippocamp s-ar fi putut acumula din materialul aruncat de un impact asupra lui Proteus cu câteva miliarde de ani în urmă. Satelitul a fost cunoscut anterior prin denumirea sa provizorie S/2004 N 1 până în februarie 2019, când a fost numit oficial Hippocamp, după calul de mare mitologic care-l simbolizează pe Poseidon în mitologia greacă.

## Istorie

### Descoperire
Hippocamp a fost descoperit de o echipă de astronomi condusă de Mark Showalter de la Institutul SETI pe 1 iulie 2013. Showalter examina imaginile de arhivă ale telescopului spațial Hubble cu Neptun din 2009, ca parte a studiului său asupra arcurilor de inel ale lui Neptun. Deoarece sateliții interiori și arcurile de inel ale lui Neptun orbitează rapid, Showalter a dezvoltat și a folosit o tehnică similară cu panning-ul, în care mai multe imagini cu expunere scurtă sunt adunate și compensate digital pentru a compensa mișcarea orbitală și pentru a permite suprapunerea mai multor imagini pentru a scoate în evidență detalii slabe. La un capriciu, Showalter a decis să-și extindă analiza în regiuni dincolo de sistemul inelar al lui Neptun; l-a găsit apoi pe Hippocamp ca un punct alb slab, dar fără ambiguitate.
Pentru a confirma satelitul, Showalter a analizat în continuare peste 150 de imagini de arhivă Hubble care datează din 2004. În decurs de o săptămână, Showalter l-a găsit în mod repetat pe Hippocamp în aceste imagini și a reușit să identifice satelitul la zece momente de observare diferite din 2004 până în 2009. Showalter a verificat, de asemenea, imagini de la sonda spațială Voyager 2 pentru a găsi orice detecție a lui Hippocamp în timpul zborului său al lui Neptun din 1989, dar nu a reușit să identifice satelitul, deoarece era prea slab pentru a fi detectat de camerele lui Voyager 2. Cu toate acestea, numărul de imagini de arhivă Hubble cu Hippocamp a fost suficient pentru a determina orbita satelitului. Descoperirea lui Hippocamp a fost anunțată oficial într-o notificare emisă de Biroul Central pentru Telegrame Astronomice al Uniunii Astronomice Internaționale, împreună cu un comunicat de presă al Institutului de Știință al Telescopului Spațial din 15 iulie 2013. Având în vedere că imaginile relevante examinate de Showalter erau disponibile publicului, descoperirea ar fi putut fi făcută de oricine.

### Numire
Satelitul este numit după hippocampus, o creatură mitologică descrisă ca având partea superioară a unui cal cu partea inferioară a unui pește în mitologia greacă. Hippocampul simbolizează zeul grecesc al mării Poseidon, precum și zeul roman al mării Neptun. În mitologia romană, Neptun conducea adesea un car de mare tras de hippocampi.
La anunțarea descoperirii sale, satelitul a primit denumirea provizorie S/2004 N 1. Denumirea provizorie indică faptul că a fost primul satelit neptunian identificat în imagini care datează din 2004. Observațiile ulterioare Hubble ale lui Hippocamp au fost efectuate de Showalter în 2016, iar satelitul a primit mai târziu desemnarea permanentă cu numere romane de la Minor Planet Center după recuperarea sa. Hippocamp a fost numerotat oficial ca Neptun XIV (14) pe 25 septembrie 2018, deși a rămas fără nume oficial până în februarie 2019.
După ghidul Uniunii Astronomice Internaționale al omenclaturii, propunerile de nume pentru sateliții lui Neptun trebuie să se bazeze pe o figură din mitologia greco-romană cu o relație cu Poseidon sau Neptun. Showalter și echipa sa au căutat nume de la anunțarea descoperirii lor; printre numele considerate a fost Polyphemus, fiul gigantic cu un singur ochi al lui Poseidon și Thoosa. Showalter s-a stabilit apoi pe numele Hippocamp în recunoașterea genului căluțului de mare, Hippocampus, în principal pentru pasiunea sa pentru scuba diving și animalul însuși. Propunerea de nume a lui Showalter a fost aprobată de Comitetul de numire al IAU pe 20 februarie 2019, iar numele a fost anunțat într-un comunicat de presă de către Institutul de științe al Telescopului Spațial.

## Origine

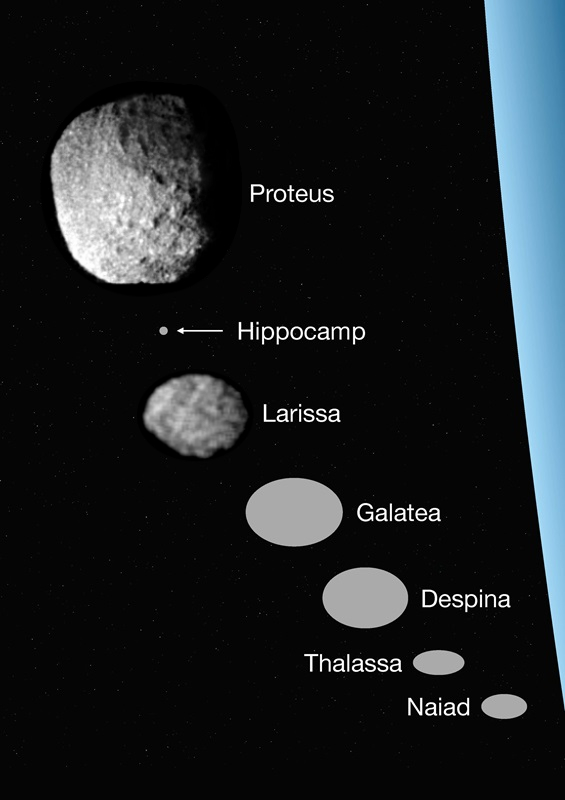
Comparația dimensiunilor celor șapte sateliți interiori ai lui Neptun

Distribuția de masă a sateliților neptunieni este cea mai neregulată dintre sistemele de sateliți ale planetelor gigantice din Sistemul Solar. Un satelit, Triton, reprezintă aproape toată masa sistemului, toți ceilalți sateliți cuprinzând împreună doar o treime dintr-un procent. Motivul dezechilibrului actualului sistem neptunian este că Triton a fost capturat din centura Kuiper mult după formarea sistemului original de sateliți al lui Neptun, din care mare parte a fost distrusă în procesul de captură. Se presupune că orbita lui Triton la capturare a fost extrem de excentrică, ceea ce ar fi cauzat perturbări haotice în orbitele sateliților interiori neptunieni originali, ducând la expulzarea unor sateliți și distrugerea prin coliziuni a altora. Cel puțin despre unii dintre sateliții interiori actuali ai lui Neptun se crede că s-au acumulat apoi din molozul rezultat după ce orbita lui Triton a fost circularizată prin decelerația mareică.
Printre acești sateliți reacretați se numără Proteus, cel mai mare și cel mai exterior dintre sateliții interiori actuali ai lui Neptun. Proteus poartă un crater mare de impact numit Pharos, care are un diametru de aproximativ 250 km (160 mi) —mai mult de jumătate din diametrul lui Proteus însuși. Această dimensiune neobișnuit de mare a Pharos în raport cu Proteus implică faptul că evenimentul de impact care a format craterul ar fi fost aproape de al destrăma pe Proteus și ar fi aruncat o cantitate semnificativă de resturi. Actuala orbita a lui Proteus este situată relativ aproape de cea a lui Hippocamp, care orbitează doar la 12.000 km (7.500 mi) de Proteus. Semiaxele lor mari orbitale diferă doar cu zece procente, ceea ce sugerează că ambii provin probabil din aceeași poziție în trecut. Acest lucru este evidențiat în continuare prin luarea în considerare a ratelor de migrație orbitală către exterior ale sateliților, ceea ce sugerează, de asemenea, că Hippocamp și Proteus au fost mult mai apropiați în trecut. În mod obișnuit, două obiecte alăturate de dimensiuni disparate ar fi dus fie la expulzarea obiectului mai mic, fie la ciocnirea cu obiectul mai mare - nu pare să fie cazul pentru Hippocamp și Proteus.
Pe baza acestor dovezi, Showalter și colegii săi au propus că Hippocamp ar fi putut proveni din resturile aruncate de pe Proteus de impactul cometar care a format cel mai mare crater al său, Pharos. În acest scenariu, Hippocamp ar fi considerat un satelit de a treia generație al lui Neptun, care provine din impactul asupra sateliților regulați reformați ai lui Neptun după capturarea lui Triton. Se crede că sateliții obișnuiți ai lui Neptun au fost perturbați de impacturile cometelor de mai multe ori, doar Proteus supraviețuind intact, în ciuda faptului că a fost aproape destrămat de evenimentul de impact Pharos. O parte din resturile aruncate de impact s-au instalat pe o orbită stabilă 1.000–2.000 km (620–1.240 mi) interioară lui Proteus și s-a adunat în Hippocamp. Cu toate acestea, Hippocamp reprezintă doar două procente din volumul lipsă de material generat de evenimentul de impact Pharos, iar motivul absenței restului resturilor rămâne necunoscut.
Ca și în cazul celorlalți sateliți mici interiori ai lui Neptun, se crede că Hippocamp a fost perturbat în mod repetat de impacturi cu comete, după ce s-a unit de la resturile aruncate de pe Proteus. Pe baza ratei de formare a craterelor mari de pe Proteus, se estimează că Hippocamp a fost perturbat de aproximativ nouă ori în ultimii 4 miliarde de ani, reacretându-se după fiecare eveniment de perturbare. Aceste evenimente de perturbare reduc substanțial excentricitatea și înclinația orbitală a satelitului, oferind o explicație pentru actuala orbită circulară a lui Hippocamp, în ciuda apropierii sale de Proteus. Hippocamp și-a pierdut, de asemenea, o parte din masă în timpul acestor evenimente de perturbare, posibil ca o parte din volumul lipsă de material aruncat de la evenimentul de impact Pharos. Proteus s-a retras de atunci cu peste 11.000 km (6.800 mi) de la Neptun din cauza interacțiunilor mareice cu planeta, în timp ce Hippocamp a rămas aproape de poziția sa inițială în care s-a format pe măsură ce migrează mai lent datorită dimensiunii sale mai mici.

## Caracteristici fizice

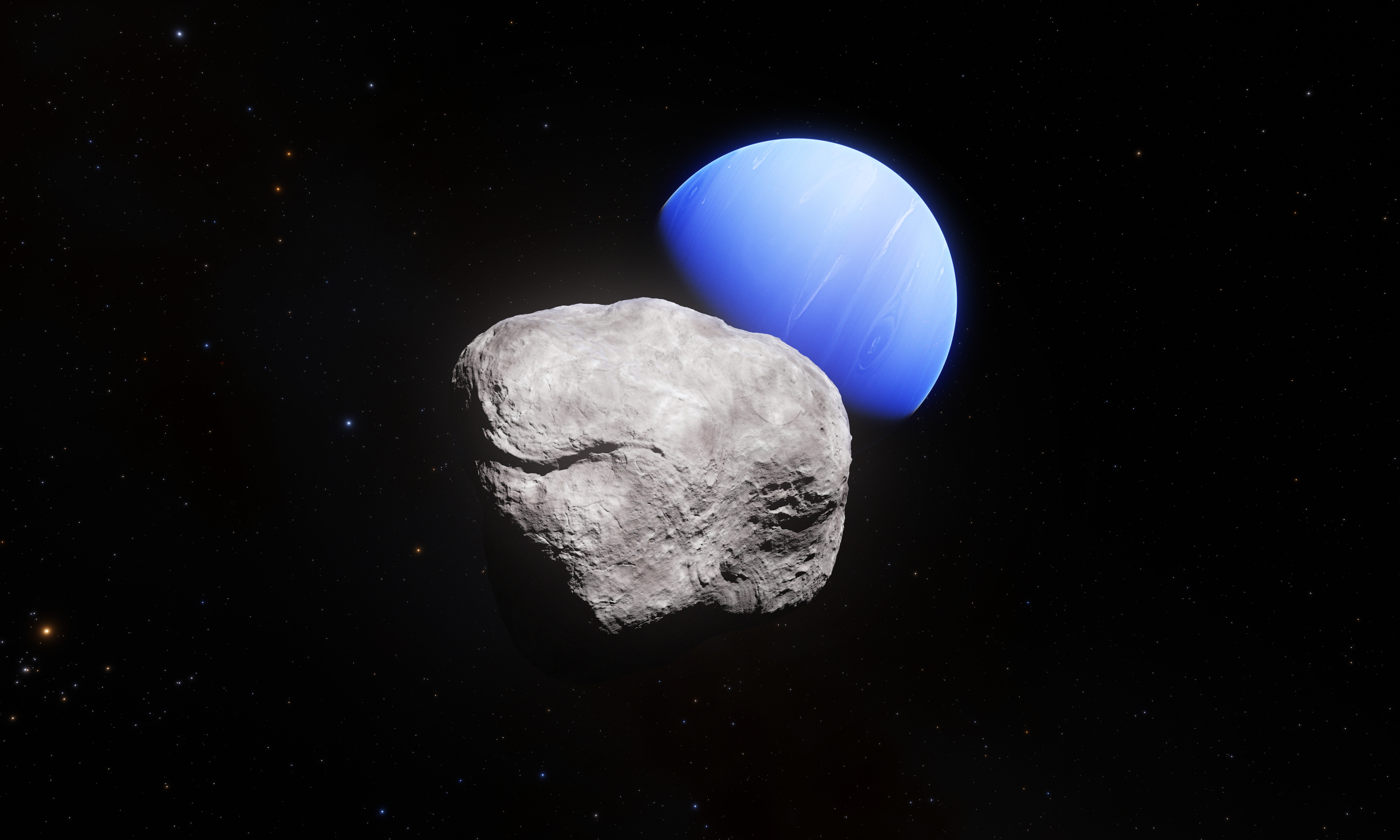
Impresie artistică cu Neptun și cel mai mic satelit al său Hippocamp

Hippocamp este cel mai mic satelit cunoscut al lui Neptun, cu un diametru estimat la 34,8 km. Este de aproximativ 1.000 de ori mai puțin masiv și de 4.000 de ori mai puțin voluminos decât progenitorul său ipotetic, Proteus. Pe baza magnitudinii aparente estimate a lui Hippocamp de 26,5, diametrul său a fost inițial considerat a fi în jur de 16–20 km (10–12 mi), dar observațiile mai recente revizuiesc această valoare în sus dublu. Cu toate acestea, rămâne cu o marjă largă cel mai mic dintre sateliții interiori, regulați, ai lui Neptun.
Proprietățile de suprafață ale Hippocamp sunt necunoscute, deoarece nu a fost studiat pe larg prin diferite lungimi de undă de lumină, în special în spectrul infraroșu apropiat. Se presupune că Hippocamp seamănă cu ceilalți sateliți interiori ai lui Neptun prin faptul că are o suprafață întunecată. Albedo-urile lor geometrice variază de la 0,07 la 0,10, media fiind de aproximativ 0,09. Instrumentul NICMOS al telescopului spațial Hubble a examinat marii sateliți interiori ai lui Neptun în infraroșu apropiat și a găsit dovezi că material similar întunecat, roșcat, caracteristic corpurilor mici ale sistemului solar exterior, pare să fie prezent pe toate suprafețele lor. Datele sunt în concordanță cu compușii organici care conțin legături C-H și/sau C≡N, dar rezoluția spectrală a fost inadecvată pentru a identifica moleculele. Se crede că gheața, abundentă în sistemul solar exterior, este prezentă, dar semnătura sa spectrală nu a putut fi observată (spre deosebire de cazul micilor sateliți uranieni). 

## Orbită

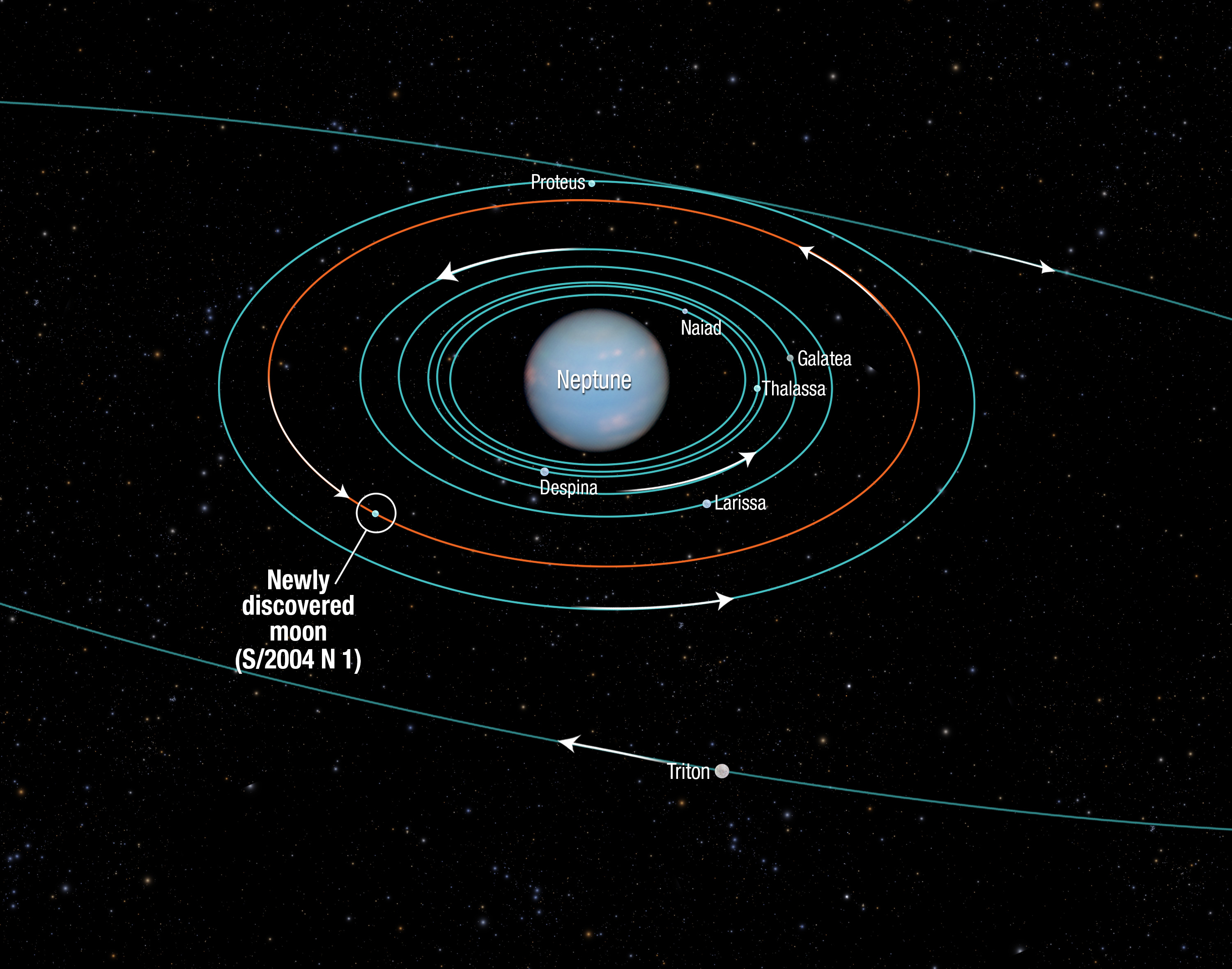
Diagrama orbitelor sateliților lui Neptun până la Triton, cu orbita lui Hippocamp evidențiată

Hippocamp completează o revoluție în jurul lui Neptun la fiecare 22 de ore și 48 de minute (0,95 zile), corespunzătoare unei semiaxe mari sau distanțe orbitale de 105.283 kilometri (65.420 mi). Pentru comparație, această distanță estede aproximativ 4,3 raze ale lui Neptun, sau puțin peste un sfert din distanța Pământ – Lună. Atât înclinația, cât și excentricitatea sa sunt aproape de zero. Orbitează între Larissa și Proteus, făcându-l al doilea cel mai exterior dintre sateliții regulați ai lui Neptun. Dimensiunea sa mică în această locație contravine unei tendințe dintre ceilalți sateliți neptunieni obișnuiți, cu diametrul crescând odată cu creșterea distanței față de primar.
Fiind situat la o distanță relativ apropiată de satelitul mult mai mare Proteus, Hippocamp este supus influenței sale gravitaționale semnificative. Orbita sa este deosebit de sensibilă la masa lui Proteus; Soluțiile orbitale folosind o varietate de mase presupuse pentru Proteus arată că Hippocamp prezintă o diferență semnificativă în orbită de aproximativ 100 km (62 mi). Acest lucru poate permite o estimare a masei lui Proteus prin observarea influenței sale asupra orbitei lui Hippocamp pentru o perioadă de câteva decenii.
Proteus și Hippocamp sunt aproape într-o rezonanță de mișcare medie de 11:13, ceea ce poate fi motivul sensibilității lui Hippocamp la masa lui Proteus. Ambii sateliți se află în afara orbitei sincrone a lui Neptun (perioada de rotație a lui Neptun este de 0,67 zile sau 16,1 ore) și sunt astfel accelerați de Neptun și migrează spre exterior. În comparație cu Hippocamp, Proteus migrează într-un ritm mai rapid datorită masei sale mai mari și, prin urmare, a interacțiunii mareice mai puternice cu Neptun. Pe baza ratei sale de migrare orbitală, se estimează că Proteus se va retrage cu aproximativ 40 km (25 mi) de la Neptun în 18 milioane de ani, în care va intra într-o adevărată rezonanță de 11:13 cu Hippocamp. În plus, perioadele orbitale actuale ale Larissei și a lui Hippocamp sunt la aproximativ 1% de o rezonanță orbitală de 3:5.